# Chutzpah, This Is?
Pour plus de détails, voir Fiche technique et Distribution.
Chutzpah, This Is? est un court-métrage américain réalisé par Rick Kent, sorti en 2005.

## Synopsis
Court-métrage sur l'histoire du jeune groupe de hip-hop Chutzpah, composé de trois rappeurs juifs américains : Master Tav (Tor Hyams), Jewdah (David Scharff) et MC Meshugenah (Jerran Friedman). 

## Fiche technique
- Titre : Chutzpah, This Is?
- Réalisation : Rick Kent
- Scénario : Rick Kent et David Scharff
- Production : Mimi George, Tor Hyams, Joel Sadilek
- Musique : Tor Hyams
- Photographie : Andrew Sachs
- Montage : Rick Kent
- Décors : Celine Diano et Mina Kinukawa
- Costumes : Hillari James
- Pays d'origine : États-Unis
- Langue :  Anglais
- Format : Couleurs - 1,85:1 - Dolby Digital - 35 mm - DTS
- Genre : comédie, film musical
- Durée : 35 minutes
- Date de sortie : 22 novembre 2005

## Distribution
- George Segal : 	Dr. Dreck
- Tor Hyams : 	Master Tav
- Jerran Friedman : 	MC Meshugenah
- David Scharff : 	Jewdah
- Gary Oldman : 	Lui-même
- Debi Mazar : 	Elle-même
- Vivian Campbell : 	Lui-même
- J.A.Q. : 	Lui-même
- Kate Sullivan : 	Elle-même
- Rick Kent : 	Lui-même
- Wesley Hall : 	Narrateur
- Ben Hanfling : 	Hasid
- Jean-Pierre Parent : 	Hasid (jeune)

## Autour du film
Le film a fait sa première au Festival des Arts comiques de HBO (HBO's Comedy Arts Festival) à Aspen le 9 mars 2006.